# Dermestes sardous
Dermestes sardous är en skalbaggsart som beskrevs av Küster 1846. Dermestes sardous ingår i släktet Dermestes och familjen ängrar. Inga underarter finns listade i Catalogue of Life.